# Anastas Gerdżikow
Anastas Georgiew Gerdżikow, bułg. Анастас Георгиев Герджиков (ur. 28 lutego 1963 w Kyrdżali) – bułgarski filolog klasyczny i nauczyciel akademicki, profesor, wiceminister edukacji i nauki, rektor Uniwersytetu Sofijskiego im. św. Klemensa z Ochrydy.

## Życiorys
Ukończył szkołę średnią języków i kultur starożytnych NGDEK w Sofii. Początkowo studiował filologię klasyczną na Uniwersytecie Sofijskim. Studia kontynuował na Uniwersytecie Humboldtów w Berlinie, na którym w 1990 uzyskał magisterium. Jako nauczyciel akademicki od 1990 związany z sofijską uczelnią, został wykładowcą łaciny i literatury rzymskiej. W ramach stypendiów w latach 90. kształcił się w Austrii i Niemczech. W 2004 objął stanowisko docenta, w 2006 doktoryzował się, a w 2008 uzyskał pełną profesurę (w zakresie literatury starożytnej i średniowiecznej). Autor kilku monografii oraz kilkudziesięciu opracowań i artykułów poświęconych głównie literaturze antycznej. Opracował pierwszy bułgarski przekład Polityki Arystotelesa.
W latach 2001–2003 zajmował stanowisko wiceministra edukacji i nauki w rządzie Symeona Sakskoburggotskiego. Od 2007 do 2008 kierował funduszem badawczym FNI. W latach 2010–2014 pełnił funkcję zastępcy rektora Uniwersytetu Sofijskiego, do 2011 odpowiadał za badania, a następnie za studia doktoranckie i kształcenie ustawiczne. W 2015 i 2019 wybierany na rektora tej uczelni na kolejne kadencje.
W 2021 został kandydatem na prezydenta w zaplanowanych na listopad wyborach (z Newjaną Mitewą jako kandydatką na wiceprezydenta). Uzyskał poparcie ze strony centroprawicowej partii GERB. W pierwszej turze dostał 22,8% głosów; w drugiej z wynikiem 31,8% głosów przegrał z ubiegającym się o reelekcję Rumenem Radewem.